# Tobipuranga chlorogaster
Tobipuranga chlorogaster là một loài bọ cánh cứng trong họ Cerambycidae.